# Olvan
Olvan (spanisch Olbán) ist ein Ort und eine Gemeinde (municipi) mit 913 Einwohnern (Stand: 2024) in der Comarca Berguedà in der Provinz Barcelona in der Autonomen Region Katalonien. Neben dem Hauptort Olvan besteht die Gemeinde aus der Ortschaft Cal Rosal. 

## Lage
Olvan liegt in einer Höhe von etwa 555 m in den südlichen Ausläufern der Pyrenäen in der Comarca Berguedà im Norden Kataloniens. Der Fluss Llobregat begrenzt die Gemeinde im Westen. 

## Bevölkerungsentwicklung
| Jahr      | 1960 | 1970 | 1981 | 1991 | 2001 | 2011 | 2021 |
| Einwohner | 1543 | 1502 | 1215 | 983  | 872  | 890  | 875  |

## Sehenswürdigkeiten
- Kirche Mariä Himmelfahrt

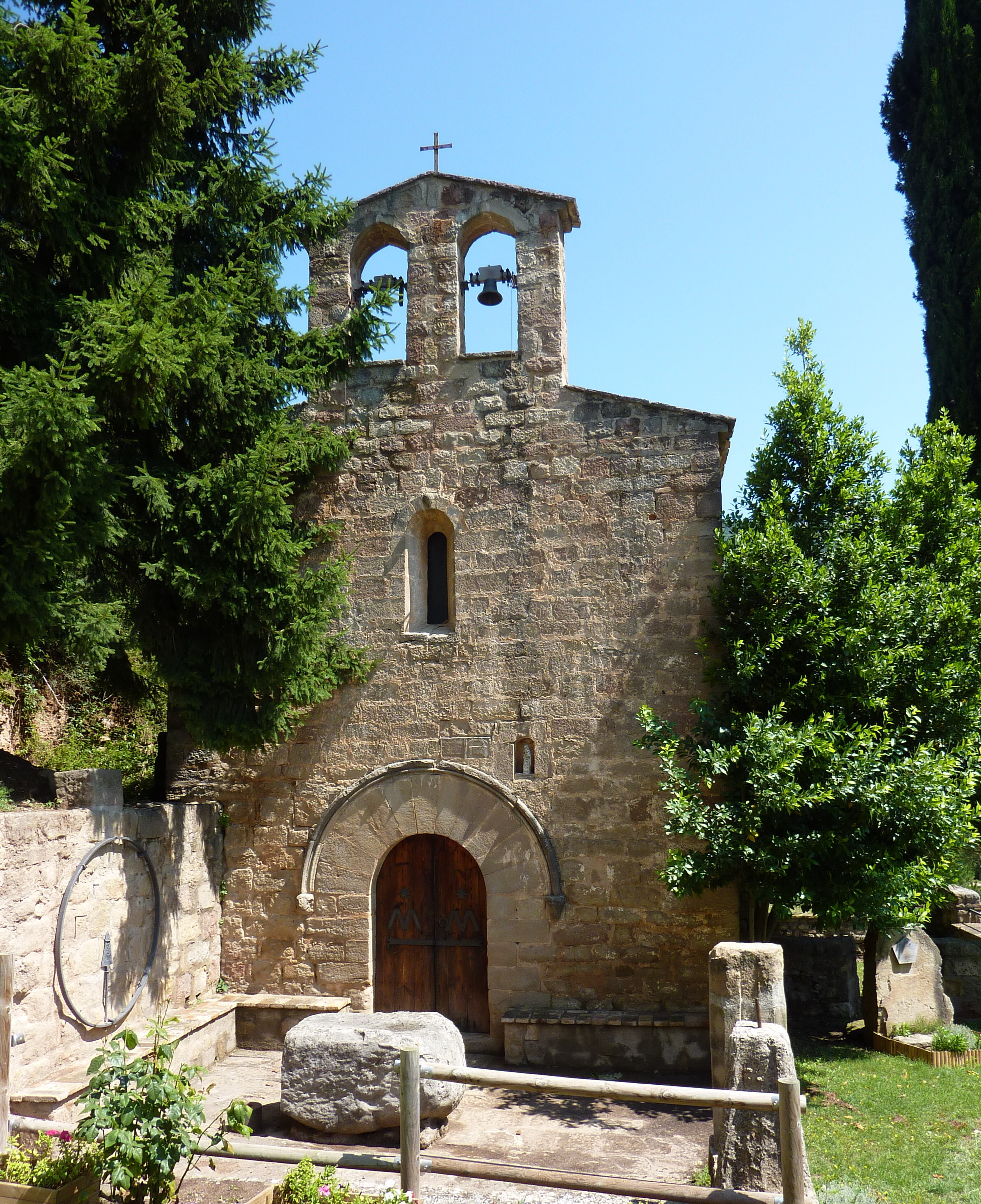
Marienkapelle

- Marienkapelle